# Combat Zone Wrestling
Combat Zone Wrestling (CZW) este o federație americană de wrestling, bazată pe stilul ultraviolent al wrestlingului profesional. În 1999, John Zandig și patru alți studenți de ai lui, Rick Blade, Lobo, Nick Cage și Justice Pain au început să dea spectacole în locuri ca New Jersey și Delaware prezentând un brand al wrestling-ului hardcore numit ultraviolent. Scările, mesele, pionezele, sârma ghimpată, neoanele și focul sunt cele mai cunoscute elemente ale meciului ultraviolent în CZW. Compania prezintă spectacolele în arena ECW cu spectacolul lor Cage of Death 3 în 2001, anul în care ECW a fost închis. A fost criticată deoarece se axa mai mult pe partea hardcore decât pe restul. 